# 346年
| 千纪： | 1千纪                                                                                                |
| 世纪： | 3世纪 \| 4世纪 \| 5世纪                                                                              |
| 年代： | 310年代 \| 320年代 \| 330年代 \| 340年代 \| 350年代 \| 360年代 \| 370年代                            |
| 年份： | 341年 \| 342年 \| 343年 \| 344年 \| 345年 \| 346年 \| 347年 \| 348年 \| 349年 \| 350年 \| 351年      |
| 纪年： | 丙午年（马年）；成汉太和三年，嘉宁元年；东晋永和二年；前凉建兴三十四年；后赵建武十二年；代国建国九年 |

## 大事记
- 燕慕容皝遣慕容俊攻扶余。
- 晉滅成漢之戰，東晉將領桓溫攻擊成漢，次年滅亡成漢。
- 後趙將領麻秋、王擢攻前涼，金城太守張沖降趙，涼州震動，張重華任用謝艾抵抗，終大破趙軍。

## 出生
- 張天錫，前涼末代君主

## 逝世
- 2月21日——何充，東晉重要官員，官至中書監、驃騎將軍、錄尚書事，在晉康帝和晉穆帝時輔政。
- 張駿，前涼君主